# Polycarpa intonata
Polycarpa intonata är en sjöpungsart som beskrevs av Kott 1985. Polycarpa intonata ingår i släktet Polycarpa och familjen Styelidae. Inga underarter finns listade i Catalogue of Life.